# Aeroportul Lampedusa
Aeroportul Lampedusa (IATA: LMP, ICAO: LICD) este un aeroport din Lampedusa, Lampedusa e Linosa, Provincia Agrigento, Sicilia, Italia ce deservește zona Lampedusa. Aeroportul a fost tranzitat în 2022 de 328.576 de pasageri. A fost deschis în 1968 și numit după zona deservită.
Situat la o altitudine de 22 m, aeroportul dispune de 1 pistă.

## Infrastructură

### Piste
Aeroportul dispune de o singură pistă. Pista 08/26 are suprafața de asfalt și dimensiunile 1.850 m × 45 m. 